# Xylanase
Une xylanase est une glycoside hydrolase qui catalyse l'hydrolyse des liaisons (1→4)-β-D-xylosidiques dans les xylanes pour libérer du xylose. Ces enzymes interviennent donc dans la dégradation de l'hémicellulose, l'un des constituants principaux des parois cellulaires chez les plantes. Elles sont produites notamment par des mycètes, des bactéries, des levures, des algues marines, des protozoaires, des escargots, des crustacés, des insectes et certaines graines, tandis que les mammifères ne produisent pas de xylanase.
Les xylanases sont utilisées industriellement dans le blanchiment de la pâte à papier et pour favoriser la digestion du fourrage par ensilage (de ce point de vue, elles peuvent également être utilisées à de fins de méthanation), pour traiter la fécule (par exemple en boulangerie pour améliorer les qualités de la pâte) ou encore comme additif alimentaire dans les poulaillers. Elles sont produites industriellement à partir de mycètes, par exemple du genre Trichoderma ou Aspergillus (une moisissure), ainsi que de certaines bactéries.